# リアトリス
リアトリス（学名: Liatris spicata）は、キク科ユリアザミ属（キリンギク属、リアトリス属）の多年草。和名はキリンギク（麒麟菊）。

## 形態・生態
茎は肥大した扁平な形で、高さは最大180cmまで達する。
葉は線形、もしくは卵状の披針形。
花は花序の頭端から下へと向かって咲いてゆく。花の色は紫、紅、白。頭状花はミツバチを誘引する。花の咲き方は槍咲き型と呼ばれる穂状に咲くパターンと玉咲き型と呼ばれる固まって咲くパターンの2つに大別される。

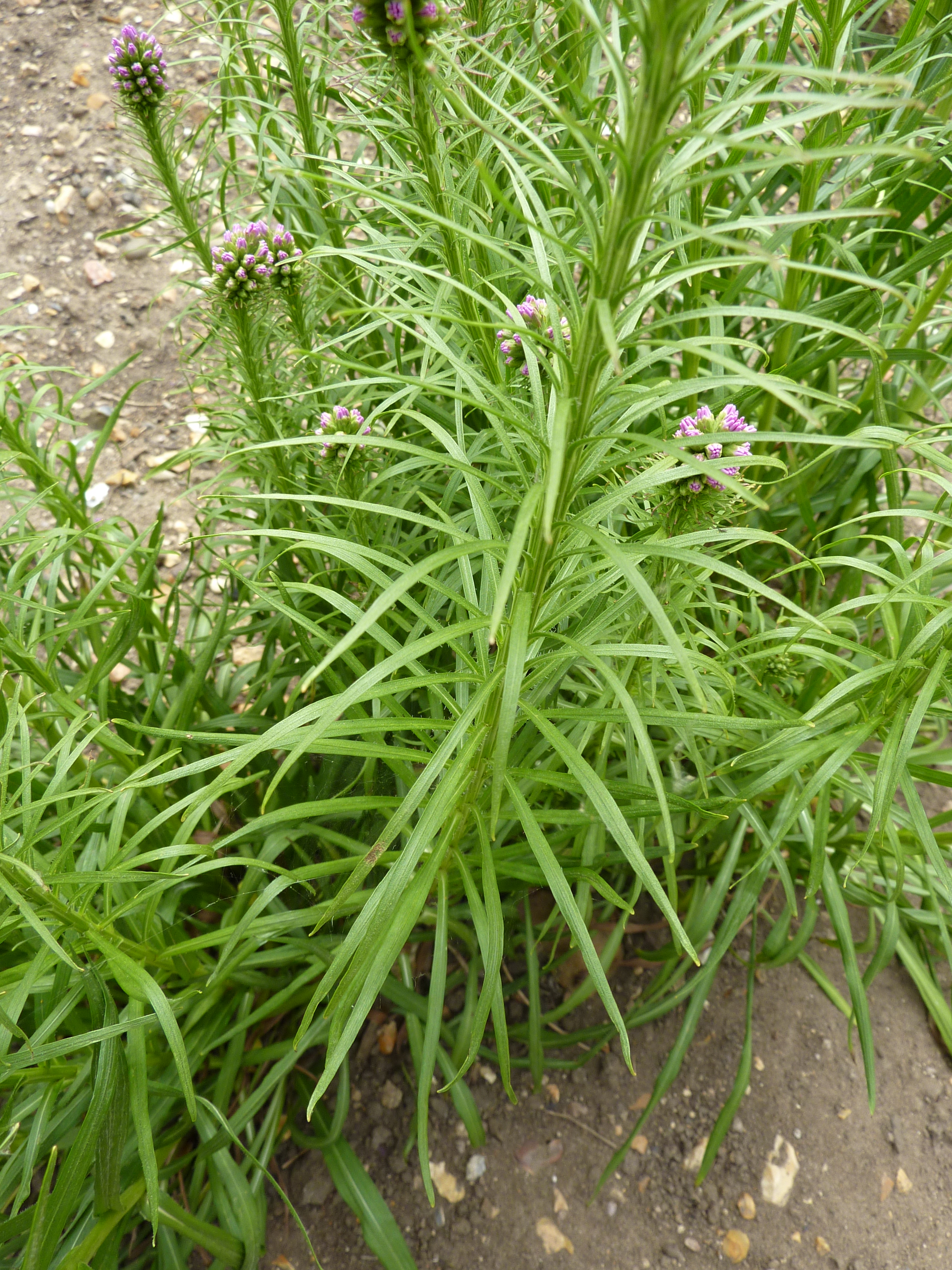
葉
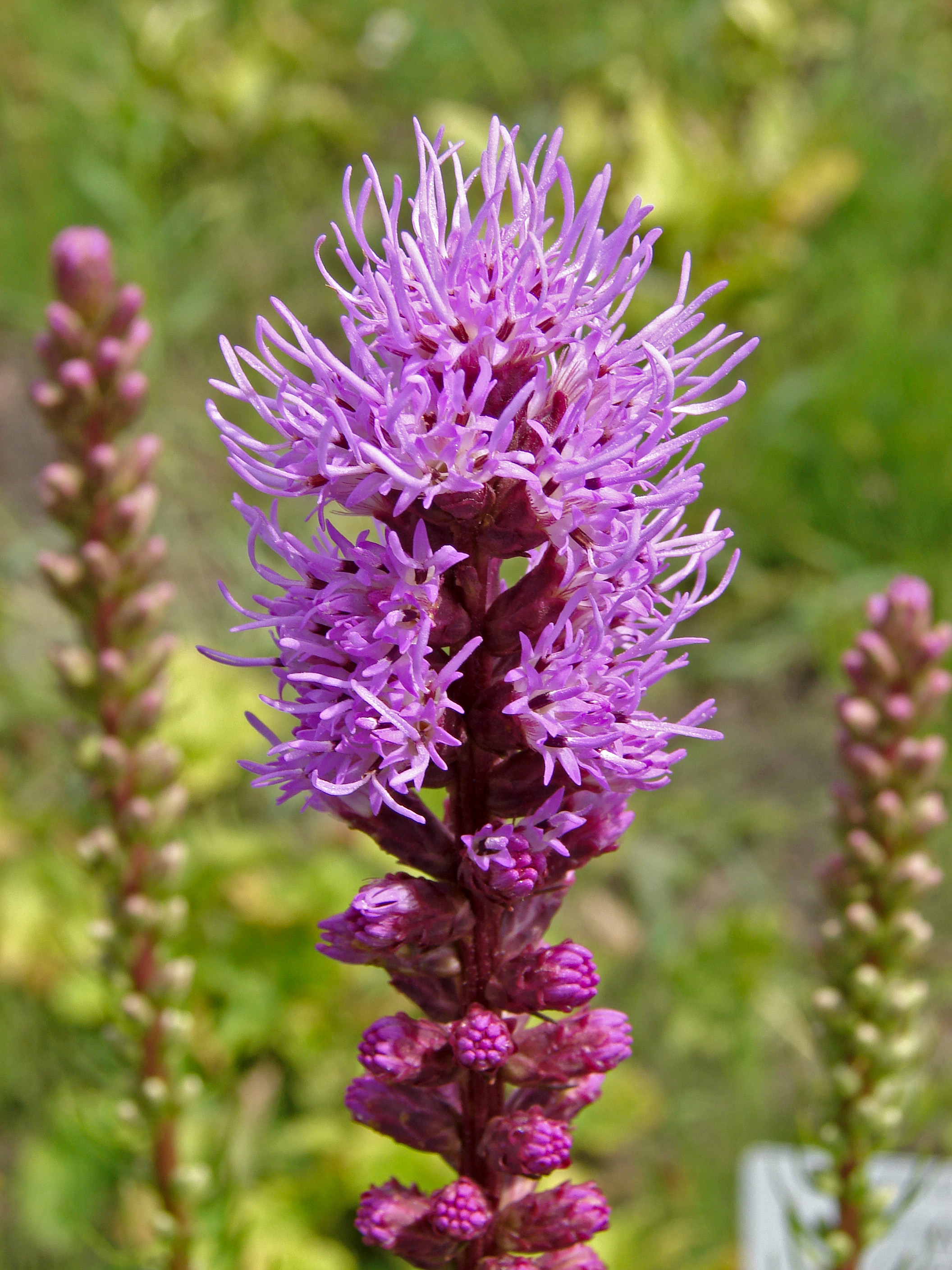
花
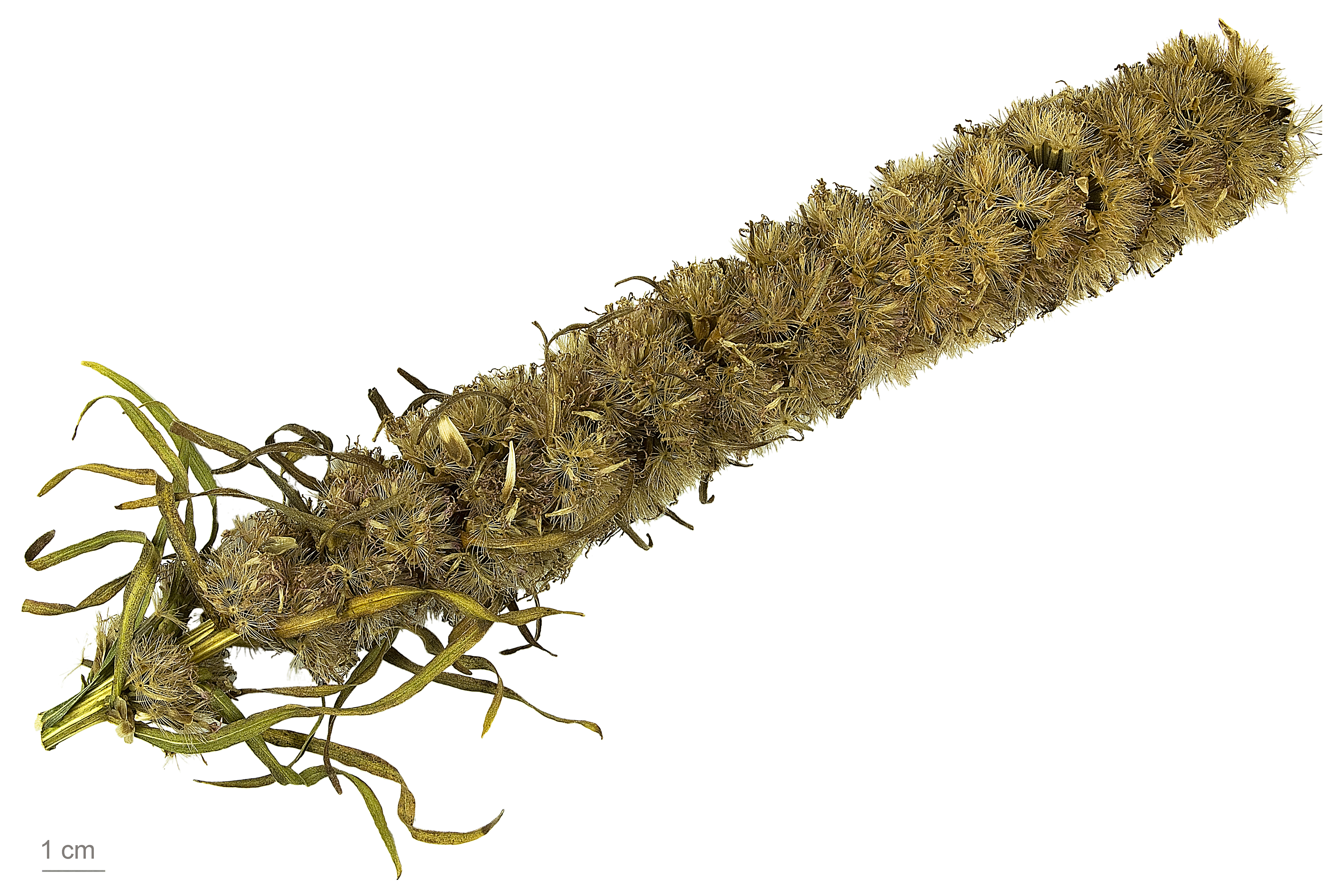
果実

## 分布
原産地は北米で、草原や森林などに自生。日本には大正時代に渡来した。

## 人間との関わり
耐寒性は強い。肥沃で排水性が高く、日当たりの良い土壌が育成に適している。育成にあたってはナメクジやカタツムリ、ネズミによる食害が注意される。自然風庭園やボーダー花壇での育成に向いている。